# Telmatobius hockingi
Telmatobius hockingi és una espècie de granota que viu al Perú.
Està amenaçada d'extinció per la pèrdua del seu hàbitat natural.